# Pseudodoryctes setosus
Pseudodoryctes setosus är en stekelart som beskrevs av Szepligeti 1914. Pseudodoryctes setosus ingår i släktet Pseudodoryctes och familjen bracksteklar. Inga underarter finns listade i Catalogue of Life.